# Svatý Vít

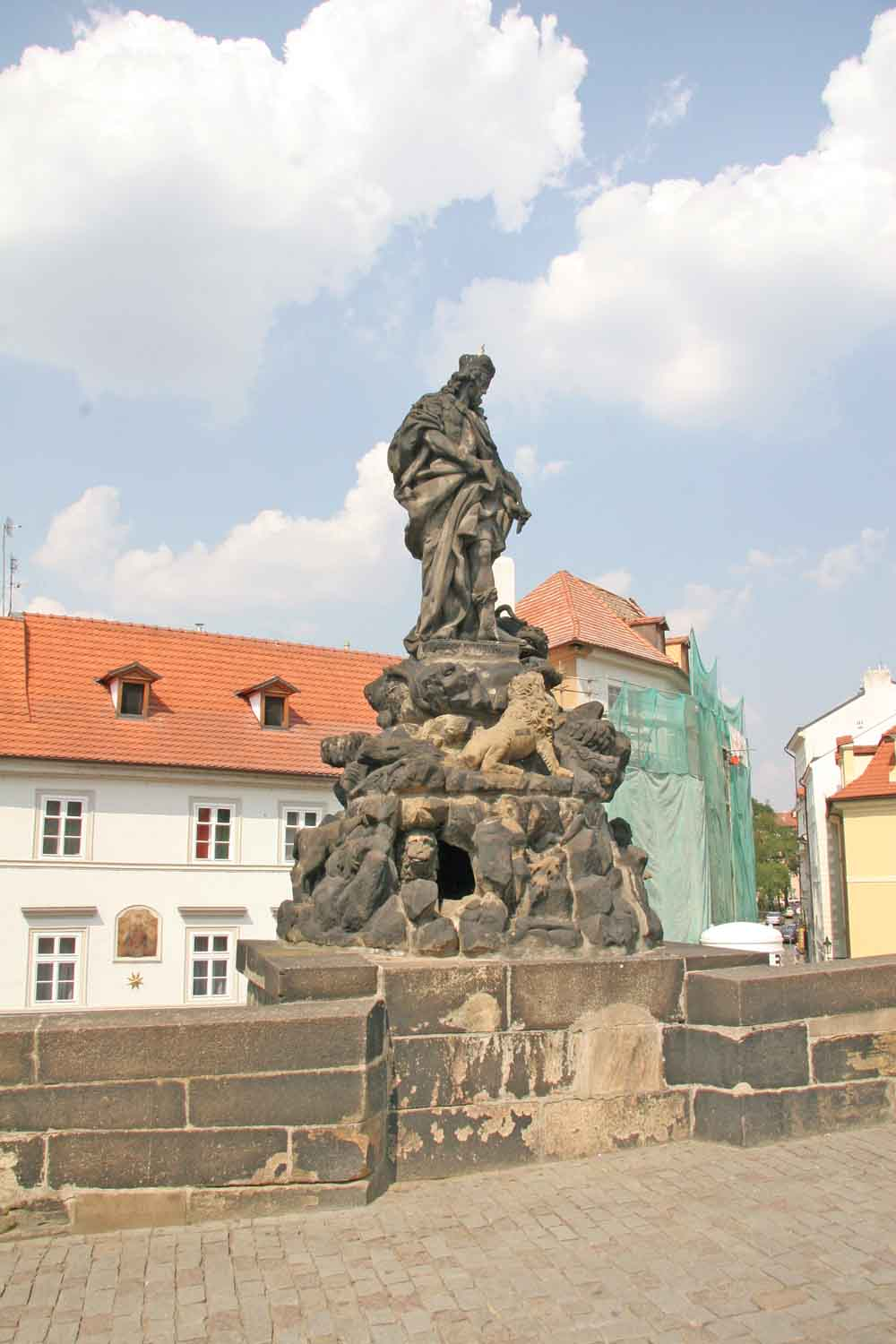
Socha sv. Víta mezi lvy, F.M. Brokoff 1714, Karlův most

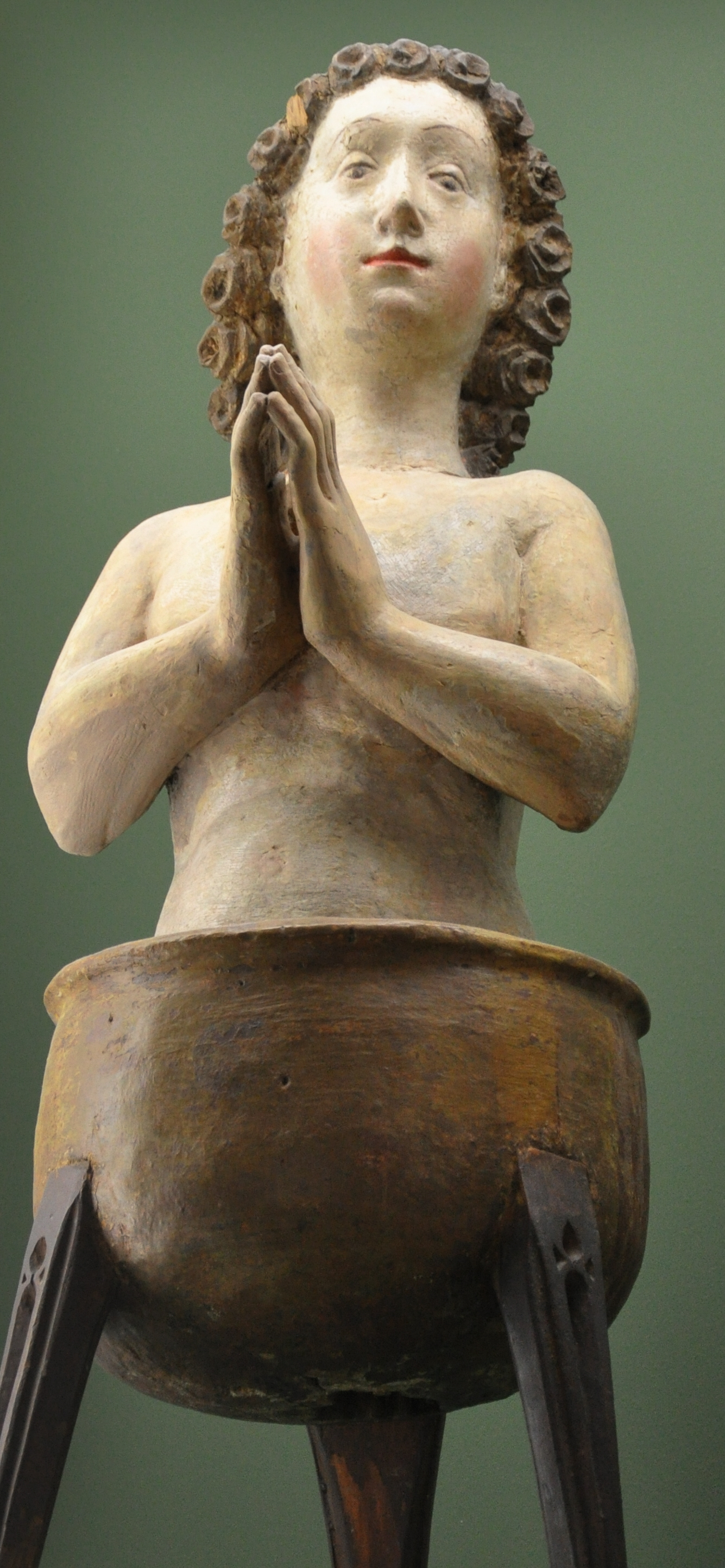
Sv. Vít mučen v kotli s vroucím olejem; dřevořezba kolem 1450, Museum Salzburg

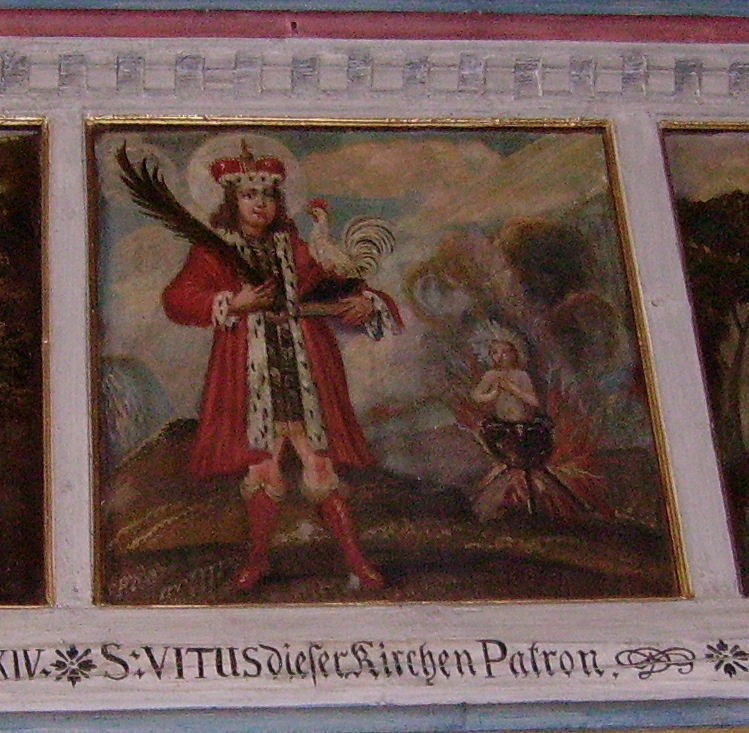
Svatý Vít v barokní malbě, Franky

Svatý Vít (latinsky Vitus – „veselý“, „živý“; francouzsky Saint-Guy; okolo 290 Mazara Sicílie – 15. června okolo 303 Lukánie) byl světec ze Sicílie. Je uctíván jako jeden ze čtrnácti svatých pomocníků, zemřel jako mučedník roku 303. Svátek sv. Víta slaví katolická církev 15. června, pravoslavná církev podle juliánského kalendáře 28. června.

## Legenda
Podle legendy byl Vít synem bohatého pohanského Sicilana jménem Gelas, jeho kojná Crescentia a učitel Modestus jej však tajně vychovávali křesťansky. Chlapci mělo být sedm let, podle některých legend dvanáct, když se vše prozradilo. Odmítl se vzdát své víry a utekl ze Sicílie společně s Modestem a Crescencií do Lukánie v jižní Itálii. Na útěku měl údajně dojít až do Říma, kde Vít zbavil syna císaře Diocletiana posedlosti démonem, když mu na hlavu vložil své ruce. Avšak pro svou vytrvalost v křesťanské víře byl přesto nakonec popraven.
Když odmítl vzdát se své víry, byl prý na příkaz samotného císaře se svými vychovateli uvržen do kotle s vroucím olejem, smůlou a olovem, ale jeho svatost jej osvobodila. Poté byl předhozen lvům, kteří ho nesežrali, ale na znamení pokory mu olizovali nohy. Když mučedníci útrapy přestáli, byli nakonec sťati. Anděl však přenesel jejich těla zpět do Lukánie, aby tam mohla spočinout ve věčném pokoji.

## Kult v Evropě
Nejstarší literární svědectví o Vítovi a dalších sicilských mučednících obsahuje Martyrologium Hieronymianum (In Sicilia, Viti, Modesti et Crescentiae). Kult sv. Víta se začal šířit po sepsání životopisné legendy kolem roku 600, kdy došlo k translaci jeho ostatků do Říma, kde byl zasvěcen první chrám San Vito e Modesto na Esquilinu, do něhož putovali pro pomoc nemocní s epilepsií a nervovými chorobami (Přilehlý klášter spravovaný cisterciáky byl roku 1834 zrušen, rekonstruovaný roku 1973 dodnes existuje) . Druhý kostel byl Vítovi zasvěcen v  Římě, roku 756, když byly jeho ostatky přeneseny do baziliky Saint Denis u Paříže, třetím místem úcty se stal v roce 836 kostel benediktinského opatství Corvey. Dále úcta postupovala od 9. století na území Germánů, mj. do obráceného Saska, kde po dobytí slovanských území křesťany svatý Vít pozvolna nahrazoval kult pohanského boha Svantovíta. Kult také šířili císaři Svaté říše římské. Třetím nejvýznamnějším centrem kultu od roku 929 byla a je Praha.

## Kult v českých zemích
Podle legendy o sv. Václavu to byl právě kníže Václav, kdo na zasedání říšského sněmu obdržel od římského císaře darem rámě sv. Víta, tj. ramenní kost světce, kterou přivezl na Pražský hrad a na počest světci dal před rokem 929 vystavět rotundu sv. Víta, později zasvěcenou svatým Vítu, Vojtěchu a Václavovi. Po Spytihněvově přestavbě rotundy na baziliku byl hlavní oltář opět zasvěcen sv. Vítovi. Roku 1355 dal císař Karel IV. Vítovu hlavu a další ostatky převézt do Prahy, kde spočinuly ve stříbrné relikviářové bustě téhož světce ve Svatovítském chrámu, a ve stříbrném relikviáři tvaru paže. Tyto a další relikviáře byly roku 1420 odvezeny do úschovy na hrad Karlštejn, kde je dal císař Zikmund rozlámat na žold svým vojákům. Teprve v době jagellonské byly zhotoveny nové důstojné relikviáře, busta i paže dnes vystavené ve Svatovítském pokladu.

## Patrocinium
Svatý Vít je uctíván zpravidla o svém svátku 15. června, a to jako patron herců, komediantů (zvláště krotitelů lvů), tanečníků a epileptiků (srov. tzv. tanec svatého Víta), patron lékárníků, ochránce před očními chorobami a před bleskem. Od roku 2005 je také patronem rybářů a houbařů.
Dále je regionálním patronem Čech, Prahy, Saska, chorvatské Rijeky a italského města Forio v Kampánii. Je mu zasvěceno množství míst v Rakousku a Bavorsku (biskupství v Eichstättu). Sv. Vít je velmi ctěn také v Srbsku (Vidovdan).

## Ikonografie a památky
Svatý Vít bývá znázorňován jako chlapec (někdy poněkud starší, než by odpovídalo jeho skutečnému věku) v bohatém odění, v ruce drží palmovou ratolest jako znak mučednictví, často též s kotlem, kohoutem, se lvem či mezi lvy, kteří mu na důkaz podřízenosti olizují špičky nohou. Ve skupinových vyobrazeních ho doprovázejí spolumučedníci sv. Modest a Krescencie, nebo čeští patroni. V českých zemích jsou sv. Vítovi zasvěceny desítky kostelů.
- Desková malba polofigury sv. Víta s žezlem a palmovou ratolestí, Karlštejn, kaple sv. Kříže, dílo Mistra Theodorika (zápůjčka do Národní galerie v Praze)
- Socha sv. Víta jako patrona Karlova mostu, pískovec, dílo Petra Parléře, kolem 1380; Praha, Staroměstská mostecká věž Karlova mostu
- Stojací relikviář s prstem sv. Víta, zlacené stříbro, gotická práce pražské dílny, kolem 1355, bývalý klášter Herrieden, Bavorsko
- Relikviářová busta sv. Víta, zlacené stříbro, pražská pozdně gotická práce z let 1486-87; Svatovítský poklad- Klenotnice
- Socha sv. Víta mezi lvy, pískovec, barokní dílo Ferdinand Maxmilián Brokoff 1708, Praha, Karlův most
- Socha sv. Víta, dílo Josefa Maxe, 1850-1855, chór katedrály sv. Víta (osově za oltářem sv. Víta)